# Villa Zelo
Villa Zelo è una villa settecentesca di Portici nella  città metropolitana di Napoli, appartenente al novero delle Ville vesuviane del Miglio d'oro.

## Storia
Il terreno con alcuni edifici rurali seicenteschi venne acquistato alla prima metà del Settecento. La villa venne edificata nel 1740, per volere del proprietario, Don Giuseppe Siniscalco (1680-1751), Mastro d'Atti della Città di Napoli. La casa palaziata costituita da un corpo centrale e corpi di fabbrica alle estremità limitati ad un solo piano, sovrastati da terrazze prospettanti a oriente sulle falde del Monte Vesuvio e a occidente sul mare venne realizzata su disegno a pianta stereometrica attribuito all'arch. Maurizio (Muzio) Nauclerio (1679c.-1747) fratello del più noto Giovan Battista. La cappella palatina di patronato laicale dedicata alla Beata Vergine dei Sette Dolori con un beneficio fondato nel 1741 servì come chiesa succursale della distante parrocchia di Portici fino al 1835, quando una nuova chiesa venne costruita nelle adiacenze per rispondere ai mutati e accresciuti bisogni dei fedeli. Centro di un più vasto complesso composto da un giardino di delizie fiancheggiato da due casini più piccoli detti "di sopra" e "di sotto" e una retrostante masseria di 40 are destinata ad agrumeto nel XX sec. Prende la denominazione attuale dal barone Don Giuseppe Zelo (1772 - 1859) Controloro Generale dei reali dominii al di quà del faro, che ne fece acquisto nel 1825 e negli anni dal 1826 al 1834 vi fece eseguire lavori, senza tuttavia trasformare l'aspetto generale della proprietà. Costruzione del secondo piano e rifacimento in stile neoclassico della facciata nella prima metà del XIX sec. su progetto attribuito all'arch. Tommaso Benevento (1808-18??) ad iniziativa del barone Don Gennaro Zelo (1805 - 1893) magistrato e avvocato, massone del Grande Oriente d'Italia, in rapporti di fratellanza con Antonio Ranieri e di amicizia con Giacomo Leopardi. 
La scala a tenaglia di stile vanvitelliano con volta a cupola ribassata è arricchita da decorazioni a tempera di "grottesche" attribuite a Camillo Guerra (1797-1874) attivo in quegli anni nella cattedrale San Paolo di Aversa per interventi commissionatigli da Mons. Domenico Zelo (1803 -1885), dal 1855 vescovo di quella Diocesi. Tra gli ospiti illustri che vi hanno dimorato si annoverano Gaetano Grossatesta (1700c.-1775c.) maestro di ballo e coreografo del R. Teatro S. Carlo; Mons. Carlo Maria Rosini (1748 - 1836) filologo e vescovo cattolico, membro dell'Accademia Ercolanense; D. Francesco Marino (III) Caracciolo di Avellino, duca di Atripalda (1734 - 1784) gran Cancelliere del regno di Napoli; D. Guglielmo Monchada, principe di Calvaruso (1696 - 1766) generale di brigata, primo maggiordomo con esercizio del re di Napoli e Sicilia; il patriota e scrittore Antonio Ranieri (1806 - 1888), senatore del Regno; il poeta Giacomo Leopardi (1798 - 1837). Papa Pio IX il 30 gennaio 1850, durante il suo esilio napoletano visitò la villa in forma privata; un'iscrizione marmorea al piano nobile ricorda l'evento.

## Architettura
Il palazzo settecentesco era a due piani, con vani sopraelevati agli angoli, affiancato da ali a un solo piano con terrazze. La facciata barocca a sette campate presentava un portale d'ingresso in pietra sormontato da un balcone.
Nel rifacimento ottocentesco la facciata fu trasformata in forme neoclassiche, venne aggiunto un piano superiore e vennero aperti accessi ad archi a tutto sesto dalla strada. Il portale d'ingresso in pietra è ricoperto da stucchi di stile neoclassico ed è sormontato dallo stemma della famiglia Zelo.
Il portone che consente l'ingresso alla cappella conserva l'originario aspetto settecentesco.
Dall'atrio si accede ad un cortile scoperto, chiuso da un'esedra semicircolare, che dà accesso agli ambienti di servizio e al giardino. Una scala con volta decorata con grottesche a tempera permette di accedere al piano superiore. Gli ambienti del piano nobile, coperti da volte a gaveta, recano decorazioni a tempera del pittore Camillo Guerra (1797-1874) che negli stessi anni era attivo nella cattedrale di San Paolo ad Aversa per conto del vescovo Domenico Zelo.